# Бусога

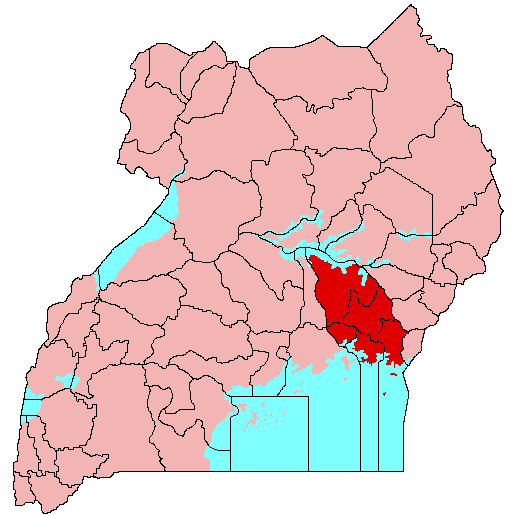

Бусога — конфедерація 13 племінних держав народності Сога на території сучасної Уганди, утворена в 1906 під протекторатом Британії. У 1967 була скасована з встановленням республіки. У 1993 відновлена.
В даний час Бусога є одним з найбільших традиційних королівств сьогоднішньої Уганди. Це культурний інститут, що сприяє єднанню народів Бусога через культурні та розвиваючі програми щодо поліпшення умов життя населення Бусоги.